# Vailate
Vailate – miejscowość i gmina we Włoszech, w regionie Lombardia, w prowincji Cremona.
Według danych na rok 2004 gminę zamieszkuje 3837 osób, 426,3 os./km².
Urodził się tutaj włoski kolarz Adriano Baffi.